# Говердхан, Палеша
Палеша Говердхан (непальск. पलेशा गोवर्धन; род. 25 июля 2003, Катманду, Непал) — непальская паратхэквондистка. Бронзовая призёрка летних Паралимпийских игр 2024 года. Первая в истории Непала призёр Паралимпийских игр.

## Биография
3 сентября 2021 года на летних Паралимпийских играх 2020 в Токио соревновалась в весовой категории до 58 кг. На стадии 1/8 финала Палеша Говердхан уступила будущей победительнице турнира, британке Бет Мунро. В утешительном четвертьфинале она победила американку Брианну Салинаро, в утешительном полуфинале — сербку Марию Мичев. В матче за третье место проиграла китаянке Ли Юйцзе.
В 2023 году Говердхан завоевала «бронзу» на Азиатских параиграх в Ханчжоу, став первым в истории призёром Азиатских параигр из Непала.
30 августа 2024 года на летних Паралимпийских играх 2024 в Париже соревновалась в категории до 57 кг. Она победила в 1/8 финала венесуэлку Валерию Моралес, уступила в четвертьфинале бронзовой призёрке Паралимпиады-2020, бразильянке Силване Фернандеш. В утешительном полуфинале победила французскую тхэквондистку Софи Каверзан, а в матче за «бронзу» — сербку Марию Мичев. Бронзовая медаль Палеши Говердхан стала первой медалью Паралимпийских игр в истории Непала.